# Добыча золота на Фиджи
Добыча золота на Фиджи - одна из отраслей экономики Фиджи.

## История

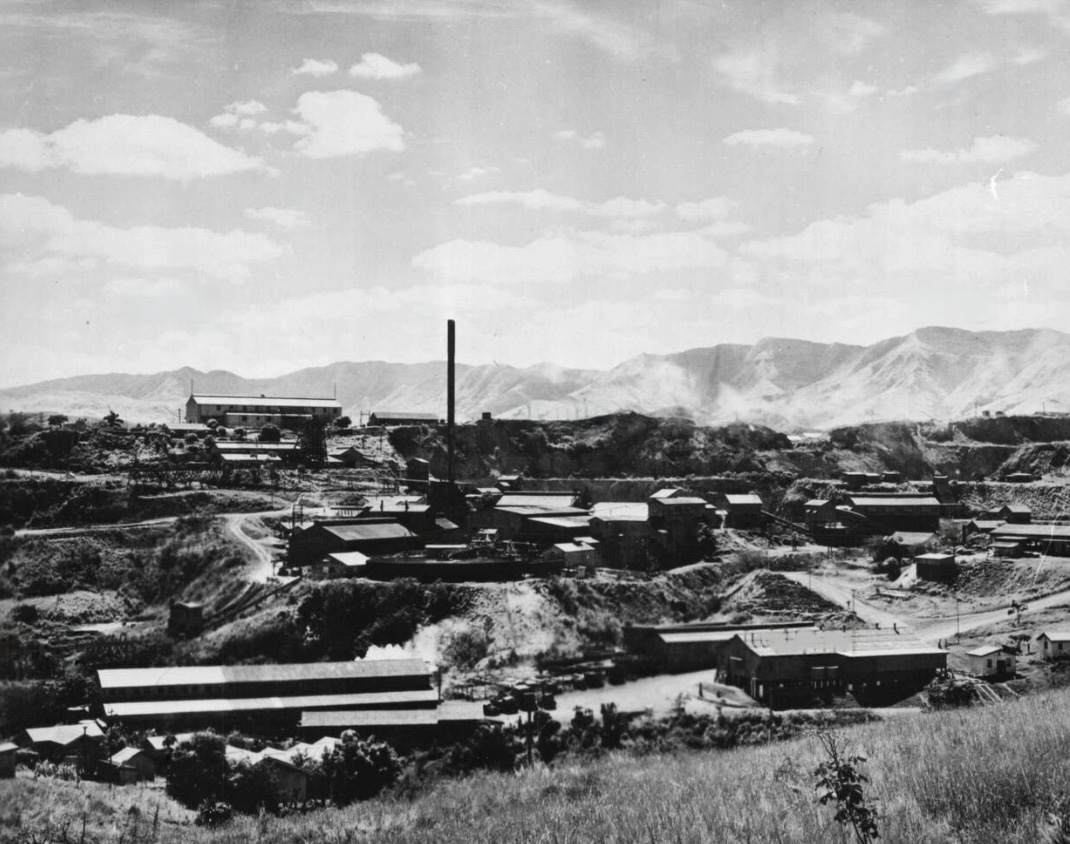
золотая шахта Ватукоула (фотоснимок 1951 года)

В 1868 году на архипелаге Фиджи было впервые найдено золото - в виде россыпи в реке Навуа на острове Вити-Леву, обнаруженной британцем Чарльзом Герни (англ. Charles Gurney).
В 1872 году следы золота были впервые обнаружены в реке Насиви в районе Ватукоула. 
В 1874 году король Такомбау отрёкся в пользу британской королевы Виктории, и королевство Фиджи стало английской колонией под управлением генерал-губернатора.
После того, как на рубеже XIX-XX вв. было подтверждено, что в реке Насиви в районе Ватукоула есть аллювиальные месторождения золота, в регионе началась "золотая лихорадка".
Начавшийся в 1929 году всемирный экономический кризис повысил интерес к поиску золота, но первое крупное месторождение золота, признанное экономически выгодным для промышленной разработки, было открыто в Ватукоула только в 1932 году шотландским старателем Уильямом Ботвиком (англ. William Bothwick).
Золотая лихорадка, продолжавшаяся до 1936 года, вызвала большой приток иностранных инвестиций в экономику Фиджи, а иностранные компании (прежде всего австралийская группа «Emperor») со временем получили полный контроль над месторождениями золота на архипелаге (помимо разработок в районе Ватукоула на Фиджи до 1946 года также велась добыча золота в районе горы Каси на острове Вануа-Леву). В 1956 году месторождения полностью перешли под контроль компании «Emperor Mines Limited» (EML).
В 1968 году было добыто 107 тыс. тройских унций золота (которое было в полном объёме вывезено за границу).
10 октября 1970 года Фиджи была предоставлена независимость в составе Британского Содружества наций. В 1970 году было добыто 104 тыс. тройских унций золота (в целом, объёмы добычи золота в начале 1970х годов составляли свыше 100 тыс. тройских унций в год, а доходы от экспорта золота - составляли 7% от общего объёма годового экспорта Фиджи в денежном выражении).
В 1974 году в стране было добыто 2,1 тонн золота.
В мае 1978 года началась забастовка на золотых приисках Ватукоула - свыше 400 человек прекратили работу.
27 февраля 1991 года работники приисков Ватукоула начали новую забастовку против владельцев шахты (австралийской компании "Emperor Gold Mining") с целью добиться улучшения условий труда и отменить установленный владельцами шахты запрет на деятельность профсоюза шахтёров. Эти события стали началом самой длительной забастовки в истории Фиджи (борьба завершилась победой шахтеров 4 июля 2024 года, когда руководство компании официально согласилось выполнить требования участников забастовки).
В настоящее время золото на Фиджи добывают только на приисках в районе Ватукоула, которые вплоть до 2006 года находились в собственности компании EML. В целом в период с 1936 по 2006 год здесь было добыто около 7 млн унций металла. В 2006 году компанией было принято решение об окончании разработок и закрытии шахты. Однако уже в 2007 году месторождение было выкуплено австралийской компанией «Westech Gold Pty Ltd», которая, тем не менее, также приняла решение о перепродаже уже британской компании «River Diamonds Plc», впоследствии переименованной в «Vatukoula Gold Mines Plc». 
В апреле 2008 года добыча золота на месторождении была возобновлена. Если в 2007 году на Фиджи было добыто всего 932 унции золота (при полном отсутствии добычи серебра), то в 2010 году было добыто уже свыше 61 тыс. унций золота и 328 кг серебра.

## Современное состояние
Добыча золота на Фиджи осуществляется в небольших объёмах.